# Eucanthus mexicanus
Eucanthus mexicanus är en skalbaggsart som beskrevs av Henry Fuller Howden 1964. Eucanthus mexicanus ingår i släktet Eucanthus och familjen Bolboceratidae. Inga underarter finns listade i Catalogue of Life.